# Прокламация на Елиномакедонски комитет от Атина. За нашите брате македонци
„Прокламация на Елиномакедонски комитет от Атина. За нашите брате македонци“ (в оригинал Προκλαμάτσια να Ελληνομακεντόνσκη Κομιτέτ οτ' Άτηνα. Ζα νάσητε μπράτε Μακεντόντση.) e политически памфлет, издаден от Гръцкия македонски комитет в Атина, на български диалект с гръцки букви в началото на 1905 година година. Прокламацията се разпространява в Битолския и Солунския вилает и има за цел да привлече македонските българи към елинизма.
Въведението е насочено към формиране на омраза към българщината - българите са наречени „добитъци“ и „диви“ и се твърди, че подобно на руснаците са от „свинско потекло“. По-късно се доказва, че македонците са гърци, а не българи, и че езикът им не е български.
В основната част на памфлета се излагат указания за борбата против българщината и за унищожение на българската въоръжена организация - трябва да се ликвидират всички нейни чети, както и тилът ѝ сред местното население. В следващата част се излагат мерките за изтласкване на влиянието на Българската екзархия и връщане на македонските българи към върховенството на Цариградската патриаршия – изземване на църквите от българите и недопускането им до тях, непозволяване на строеж на нови църкви, на поставяне на икони, тъй като светците са гръцки, пречене на екзархийските свещеници да носят църковни одежди, тъй като са патриаршистки, принудително бръснене на бради и така нататък.